# Víctor Hugo Ocampo
Víctor Hugo Ocampo (Manizales, Caldas, Colombia; 5 de mayo de 1993) es un futbolista Colombiano. Juega de mediocampista. Jugó en el deportes tolima hasta 2017. Donde realizó una pésima campaña
. Posterior a ello no se conoce más de su carrera deportiva. Desde el 2019 fue arrestado por hurto, y quizá haya dado su retiro repentino.

## Clubes
| Club            | País     | Año         | Part | Goles |
| --------------- | -------- | ----------- | ---- | ----- |
| Once Caldas     | Colombia | 2011 - 2012 | 3    | 1     |
| Uniautónoma     | Colombia | 2013 - 2015 | 10   | 0     |
| Deportes Tolima | Colombia | 2017        | 5    | 0     |

## Palmarés

### Torneos nacionales
| Título    | Club        | País     | Año  |
| --------- | ----------- | -------- | ---- |
| Primera B | Uniautónoma | Colombia | 2013 |